# Strambino
Strambino é uma comuna italiana da região do Piemonte, província de Turim, com cerca de 6.020 habitantes. Estende-se por uma área de 22 km², tendo uma densidade populacional de 274 hab/km². Faz fronteira com Ivrea, Romano Canavese, Caravino, Vestignè, Mercenasco, Vische, Candia Canavese.

## Demografia
| Variação demográfica do município entre 1861 e 2011                               |
|                                                                                   |
| Fonte: Istituto Nazionale di Statistica (ISTAT) - Elaboração gráfica da Wikipedia |